# Joan Sebastian
José Manuel Figueroa Sr., noto come Joan Sebastian (Juliantla, 8 aprile 1951 – 13 luglio 2015), è stato un cantautore messicano.

## Discografia parziale
- Mi Mujer (1975)
- Y Las Mariposas (1977)
- Con Mariachi Vargas de Tecalitlan (1984)
- Rumores (1985)
- Oiga (1986)
- Mascarada (1987)
- Norteño (1988)
- Cariño Como Tú (1990)
- Norteño Vol. 2 (1990)
- Bandido de Amores (1992)
- El Peor de Tus Antojos (1993)
- En Vivo En La Mexico (1995)
- Con Mariachi (1996)
- Tu y Yo (1996)
- Gracias Por Tanto Amor (1998)
- Rey del Jaripeo (1999)
- Nostalgia y Recuerdos (2000)
- Secreto de amor (2000)
- En Vivo: Desde la Plaza El Progreso en Guadalajara (2001)
- Afortunado (2002)
- Lo Dijo el Corazón (2003)
- Mujeres Bonitas (2003)
- Que Amarren a Cupido (2004)
- Inventario (2005)
- Canta Para Ti (2006)
- De Relajo y Pa' Bailar (2006)
- Más Allá del Sol (2006)
- No Es de Madera (2007)
- Pegadito al Corazón (2009)
- Joan Sebastian En Vivo (2009)
- Huevos Rancheros (2011)
- Un Lujo (2012)
- 13 Celebrando el 13 (2013)
- Corridos con Banda (2013)
- Celedon Sin Fronteras 2 (2014)
- El Ultimo Jaripeo (2017)
- Atemporal (2020)

## Premi
- Grammy Awards
  - 2002: "Best Mexican/Mexican-American Album" (Lo Dijo El Corazón)
  - 2003: "Best Mexican/Mexican-American Album" (Afortunado)
  - 2006: "Best Banda Album" (Más Allá Del Sol)
  - 2008: "Best Banda Album" (No Es De Madera)
- Latin Grammy Awards
  - 2002: "Best Grupero Album" (Lo Dijo El Corazón)
  - 2003: "Best Regional Mexican Song" (Afortunado), "Best Banda Album" (Afortunado)
  - 2006: "Best Banda Album" (Más Allá Del Sol), "Best Grupero Album" (En El Auditorio Nacional)
  - 2008: "Best Regional Mexican Song" (Estos Celos)